# Anne Fortier
Anne Fortier (født 10. november 1971 i Holstebro) er en dansk / canadisk forfatter, som siden 2002 har været bosat i USA og Canada. Hun har udgivet romanerne Hyrder på bjerget (2005) og Juliet (2010, forlaget Random House), skrevet på engelsk og udgivet på dansk med titlen Julie (roman) (2010, forlaget Gyldendal).
Anne Fortier er student fra Struer Gymnasium, har læst idéhistorie på Aarhus Universitet, efterfulgt af en Ph.D. Hun er gift med canadieren Jonathan Fortier.
Romanen Juliet / Julie foregår i Siena i Italien er bygget på fortællingen om Romeo og Julie. Romanen angives at blive udgivet i 30 lande.